# Battaglia del Monongahela
La battaglia del Monongahela, nota anche come battaglia del Wilderness, si svolse il 9 luglio 1755 all'inizio della guerra franco-indiana a Braddock's Field, in quella che oggi è Braddock, 16 km ad est di Pittsburgh. I britannici del generale Edward Braddock si stavano spostando per cercare di conquistare Fort Duquesne ma furono sconfitti da un gruppo di francesi e canadesi del capitano Daniel Liénard de Beaujeu e dai loro alleati nativi americani.
La sconfitta segnò la fine della spedizione Braddock con la quale i britannici speravano di conquistare Fort Duquesne e prendere il controllo dello strategico territorio dell'Ohio. Braddock fu ferito in battaglia e morì durante la ritirata verso l'odierna Uniontown (Pennsylvania). Il resto della colonna si ritirò verso sudest e la regione rimase in mano francese fino al 1758, quando fu infine conquistato Fort Duquesne.

## Contesto storico
Braddock era stato mandato in America del Nord con l'incarico di comandante in capo, assieme a due reggimenti (44° e 48°) di truppe irlandesi. Reclutò truppe locali in America britannica, portando il totale a circa 2200 uomini nel momento in cui patì da Fort Cumberland, Maryland, il 29 maggio. Fu accompagnato dal colonnello della Virginia George Washington che aveva già guidato la spedizione dell'anno prima.
La spedizione Braddock faceva parte di un attacco a quattro punte ai francesi del Nordamerica. Gli ordini di Braddock erano quelli di attaccare l'Ohio, conteso tra Francia e Gran Bretagna. Il controllo della regione era garantito da Fort Duquesne posto alla biforcazione del fiume Ohio. Una volta conquistato avrebbe proseguito verso Fort Niagara dal quale avrebbe governato tutto il territorio.
Incontrò subito molte difficoltà. Decise di non reclutare nativi locali come guide, e partì con sole otto guide Mingo. Scoprì che la strada che avrebbe dovuto utilizzare era lenta, ed aveva bisogno di allargarla di continuo per permettere il passaggio dell'artiglieria e la conseguente difesa dei rifornimenti. Frustrato divise in due i suoi uomini, permettendo ad una parte di proseguire velocemente mentre gli altri avanzavano a rilento con cannoni e la carovana dei rifornimenti.
Il primo gruppo formato da 1300 uomini attraversò il fiume Monongahela il 9 luglio, a 16 km dall'obiettivo Fort Duquesne. Nonostante fossero stremati da lunghe settimane di marcia su un terreno difficoltoso, molti britannici confidavano in una facile vittoria, o addirittura pensavano che i francesi avrebbero abbandonato il forte prima del loro arrivo.
Fort Duquesne era difeso scarsamente, ma recentemente aveva ottenuto importanti rinforzi. Claude-Pierre Pecaudy de Contrecoeur, comandante canadese del forte, aveva a disposizione circa 1600 marinai francesi, milizie canadesi ed alleati nativi. Preoccupato dall'arrivo dei britannici, mandò il capitano Daniel Liénard de Beaujeu con 800 uomini (108 marinai, 146 canadesi e 600 indiani), a controllarne l'avanzata.

## Battaglia
Francesi ed indiani giunsero troppo tardi per poter organizzare un'imboscata. Si scontrarono con l'avanguardia inglese del tenente colonnello Thomas Gage. Vedendo il nemico tra gli alberi, Gage ordinò di aprire il fuoco. Nonostante stessero sparando da molto distante e fossero dotati solo di moschetti da combattimento ravvicinato, le loro raffiche riuscirono ad uccidere il capitano Beaujeu.
Indifferenti alla morte di Beaujeu, i guerrieri indiani si prepararono ad attaccare. Stavano combattendo in un loro territorio di caccia, il che ne favorì la tattica, con molti alberi e arbusti divisi da ampi spazi aperti. Anche se un centinaio di canadesi fuggì fino al forte, il capitano Dumas radunò il resto dei francesi. I nativi attaccarono con francesi, Odawa e Potawatomi, ed utilizzarono la guerra psicologica nei confronti dei britannici. Dopo aver ucciso soldati britannici, i nativi ne inchiodavano lo scalpo agli alberi. Durante la battaglia gli indiani lanciavano un terrificante urlo che intimoriva la fanteria nemica.
Quando finì sotto il fuoco nemico, l'avanguardia di Gage iniziò a perdere uomini ed a ritirarsi. Lungo la stretta strada si scontrarono con il resto degli uomini di Braddock che stava avanzando rapidamente avendo sentito gli spari. Nonostante fossero in netta superiorità numerica, gli inglesi si posero subito sulla difensiva. Molti soldati non erano addestrati a combattere tra gli alberi, e si spaventarono accorgendosi di non poter più contare sul micidiale fuoco dei moschetti. Regnava la confusione e molti plotoni britannici si spararono tra loro. L'intera colonna si disperse quando canadesi ed indiani li accerchiarono continuando a sparare loro dagli alberi ai bordi della strada. I regolari francesi iniziarono ad avanzare lungo la strada respingendo gli inglesi. Il generale Braddock si portò avanti nel tentativo di radunare i propri uomini.

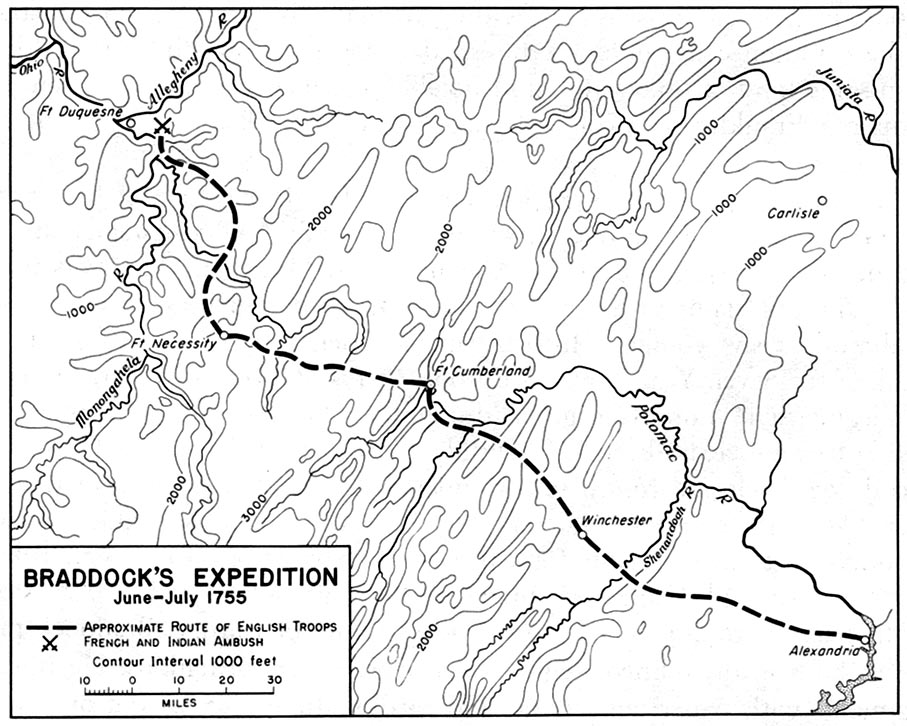
Rotta della spedizione Braddock

Seguendo l'esempio di Braddock gli ufficiali cercarono di riordinare le truppe sulla strada. Questo sforzo fu vano, e fornì semplicemente bersagli al nemico. Furono usati i cannoni, ma a causa dello spazio limitato furono inutili. Braddock vide morire molti dei suoi cavalli ma mantenne la calma per rincuorare i suoi uomini. Molti americani, senza l'addestramento dei britannici, fuggirono e si nascosero nel bosco, dove furono scambiati per nemici ed abbattuti dai loro stessi compagni. La retroguardia composta da uomini della Virginia riuscì a combattere tra gli alberi, avendo già avuto esperienza con gli indiani.
Nonostante le condizioni sfavorevoli i britannici iniziarono a mantenere la posizione ed a sparare raffiche contro il nemico. Braddock credeva che il nemico si sarebbe infine arreso davanti alla disciplina britannica. Nonostante la mancanza di comandanti i plotoni spesso improvvisati tennero duro.
Alla fine, dopo tre ore di duro combattimento, Braddock fu colpito al polmone da Thomas Fausett e la resistenza collassò. Cadde da cavallo gravemente ferito, e fu portato in salvo dai suoi uomini. Il risultato della ferita di Braddock fu che, senza nessuno a dare gli ordini, i britannici iniziarono a ritirarsi. Lo fecero con ordine fino al fiume Monongahela, dove furono attaccati dagli indiani. I nativi li assaltarono con accette e coltelli da scalpo, scatenando il panico tra gli inglesi.
Il colonnello George Washington, nonostante non avesse una posizione ufficiale nella catena di comando, riuscì ad imporsi e a mantenere l'ordine, formando una retroguardia che permise al resto delle truppe di scappare. Al tramonto gli inglesi sopravvissuti stavano fuggendo lungo la strada che avevano costruito, trasportando i propri feriti. Gli indiani non inseguirono le giubbe rosse in fuga, ma si fermarono per togliere lo scalpo e per saccheggiare i corpi di feriti e morti, e per bere i due galloni di rum rubato agli inglesi.

## Conseguenze
Dei circa 1300 uomini che Braddock portò in battaglia, 456 furono uccisi e 422 feriti. Tra gli 86 ufficiali furono 26 i morti e 37 i feriti. Delle 50 donne che accompagnavano la colonna britannica come cameriere e cuoche solo in 4 tornarono a casa; circa la metà furono fatte prigioniere. Francesi e canadesi subirono pochi caduti.
Braddock morì a causa delle ferite il 13 luglio, quattro giorni dopo la battaglia, e fu sepolto lungo la strada nei pressi di Fort Necessity.

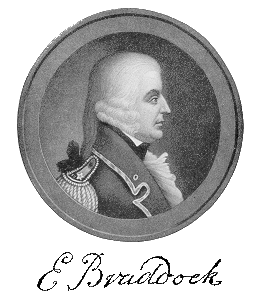
Il generale Edward Braddock

Il colonnello Thomas Dunbar, con riserva e retroguardia, prese il comando dei sopravvissuti. Capendo che non c'era modo di continuare la campagna contro Fort Duquesne, scelse di ritirarsi. Ordinò la distruzione di rifornimenti e cannoni e diede alle fiamme circa 150 carri del convoglio prima di raggiungere Filadelfia. I francesi non li inseguirono, capendo di non avere abbastanza uomini.

## Retaggio
La battaglia fu una sconfitta devastante, una delle più disastrose della storia coloniale britannica. Segnò la fine della spedizione Braddock. Spaventò molti a Londra per l'enorme quantità di uomini necessaria per sconfiggere francesi e nativi in America del Nord.
L'incapacità delle giubbe rosse di combattere corpo a corpo e la vulnerabilità che questo provocava ebbero forti ripercussioni psicologiche. Nonostante Braddock avesse posto una compagnia su ogni, questi uomini erano addestrati solo a stare in linea ed a sparare raffiche inutili in quelle condizioni. Imparando dai propri errori, i britannici fecero poi un uso migliore dei moschetti, spesso equipaggiati con baionette che potevano proteggere questi corpi, sia nel seguito della guerra franco-indiana che nella guerra d'indipendenza americana.
A causa della velocità con cui francesi ed indiani portavano gli attacchi ed accerchiavano gli inglesi, le battaglie furono spesso definite "imboscate" da entrambe le parti. In effetti i francesi non erano preparati al contatto con gli inglesi, e solo la loro velocità di reazione gli permise di prendere il controllo e vincere lo scontro.
I francesi comandarono in Ohio per i successivi tre anni, e convinsero molte tribù native che avrebbero voluto restare neutrali ad allearsi con loro. Alla fine i francesi abbandonarono Fort Duquesne nel 1758 quando giunse la spedizione Forbes.

## Cultura di massa
La battaglia viene descritta nel romanzo Savage Wilderness di Harold Coyle. Dato l'importante ruolo giocato dalla battaglia nella carriera di George Washington, viene spesso citata nei film a lui dedicati. Nel film del 2000 Il patriota si dice che il personaggio di Mel Gibson abbia combattuto questa battaglia. La battaglia viene raffigurata anche nel videogioco Assassin's Creed III.